# F. Scott Fitzgerald
Francis Scott Key Fitzgerald, mais conhecido como F. Scott Fitzgerald (Saint Paul, 24 de setembro de 1896 - Hollywood, 21 de dezembro de 1940), foi um romancista, ensaísta e contista norte-americano. Ele é mais conhecido por seus romances que descrevem a extravagância e o excesso da Era do Jazz - um termo que ele popularizou em sua coleção de contos Tales of the Jazz Age. Durante sua vida, ele publicou quatro romances, quatro coleções de histórias e 164 contos. Embora tenha alcançado sucesso popular temporário e fortuna na década de 1920, Fitzgerald foi aclamado pela crítica somente após sua morte e agora é amplamente considerado um dos maiores escritores americanos do século XX.

## Primeiros anos
Nascido em 24 de setembro de 1896, em Saint Paul, Minnesota, em uma família católica de classe média, Francis Scott Key Fitzgerald recebeu o nome de seu primo distante, Francis Scott Key, que escreveu em 1814 a letra do hino nacional americano "The Star-Spangled Banner". Sua mãe era Mary "Molly" McQuillan Fitzgerald, filha de um imigrante irlandês que se tornou rico como comerciante atacadista. Seu pai, Edward Fitzgerald, possuía ascendência irlandesa e inglesa, e mudou-se de Maryland para Minnesota após a Guerra Civil Americana para abrir um negócio de fabricação de móveis de vime. A prima de primeiro grau de Edward, Mary Surratt, foi enforcada em 1865 por conspirar para assassinar Abraham Lincoln.
Um ano após o nascimento de Fitzgerald, o negócio de fabricação de móveis de vime de seu pai faliu e a família mudou-se para Buffalo, Nova Iorque, onde seu pai ingressou na Procter & Gamble como vendedor. Fitzgerald passou a primeira década de sua infância principalmente em Buffalo, com um breve interlúdio em Syracuse entre janeiro de 1901 e setembro de 1903. Seus pais o enviaram para duas escolas católicas no lado oeste de Buffalo - primeiro o Convento dos Santos Anjos (1903–1904) e depois a Nardin Academy (1905–1908). Quando menino, Fitzgerald foi descrito por seus colegas como extraordinariamente inteligente, com um grande interesse pela literatura.
A Procter & Gamble demitiu seu pai em março de 1908, e a família voltou para Saint Paul. Embora seu pai estivesse agora na miséria, a herança de sua mãe complementava a renda familiar e permitia que eles continuassem vivendo um estilo de vida de classe média. Fitzgerald frequentou a St. Paul Academy de 1908 a 1911. Aos 13 anos, Fitzgerald teve sua primeira obra de ficção publicada no jornal da escola. Em 1911, os pais de Fitzgerald o enviaram para a Newman School, uma escola preparatória católica em Hackensack, Nova Jersey. Em Newman, o padre Sigourney Fay reconheceu seu potencial literário e o encorajou a se tornar um escritor.

## Doença e Morte

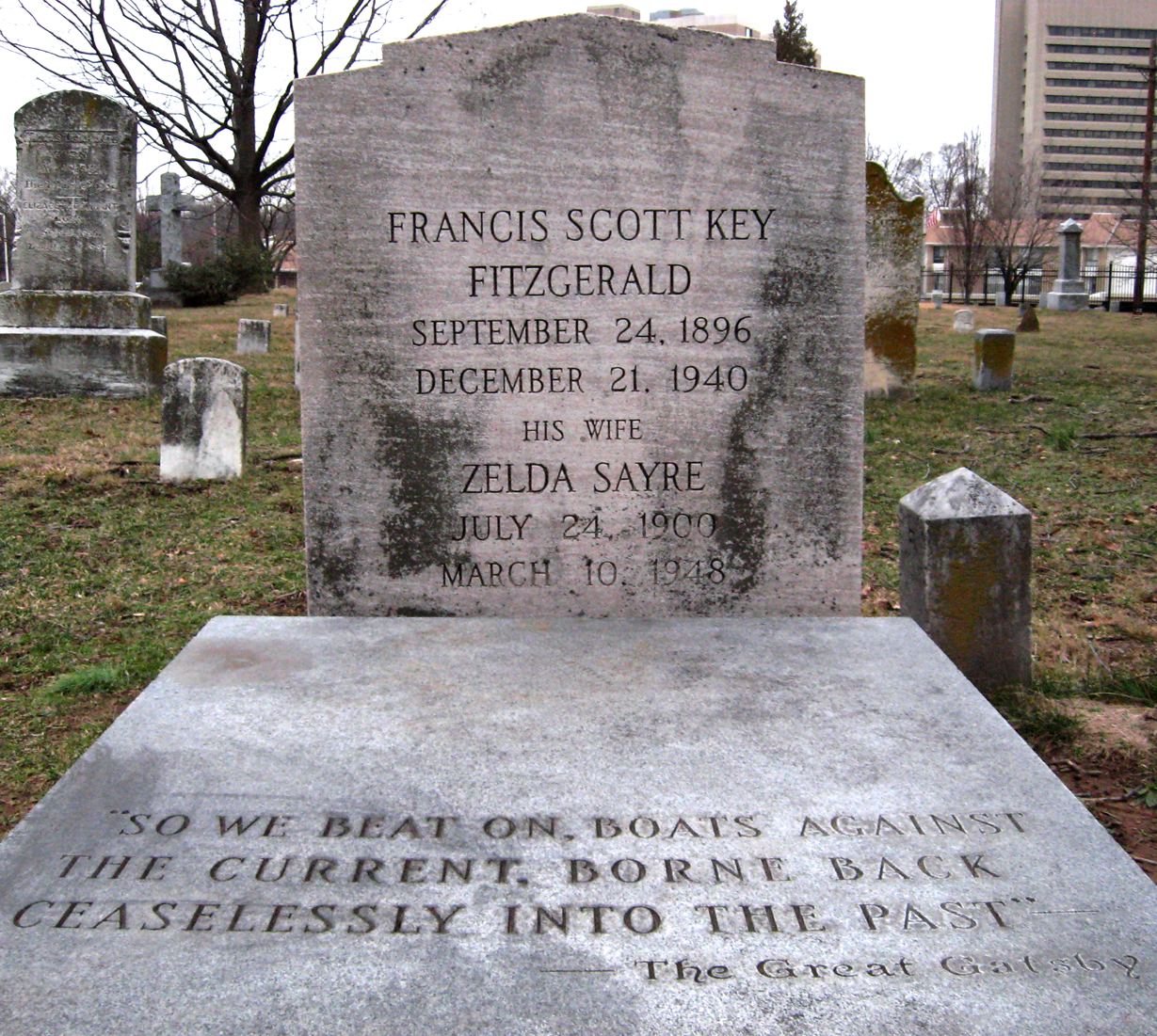
Túmulo de Fitzgerald e sua mulher, Zelda. Em baixo a frase final de The Great Gatsby.

Fitzgerald tinha sido um alcoólatra desde os tempos de faculdade, e tornou-se famoso na década de 1920 pela bebedeira extraordinariamente pesada, deixando-o em problemas de saúde no final dos anos 1930. De acordo com o biógrafo de Zelda, Nancy Milford, Fitzgerald afirmou que ele havia contraído tuberculose, mas Milford descarta-lo como pretexto para encobrir seus problemas com a bebida. No entanto, o estudioso Matthew J. Bruccoli afirma que Fitzgerald tinha, de fato, a tuberculose recorrente e o biógrafo Arthur Mizener disse que Fitzgerald sofreu um ataque leve de tuberculose em 1919, e em 1929 ele tinha "o que provou ser um hemorragia tuberculosa". Tem-se dito que a hemorragia foi causada por hemorragias a partir de varizes esofágicas.
Fitzgerald sofreu dois ataques cardíacos no final de 1930. Após a primeira, em Drug Store da Schwab, ele foi ordenado pelo seu médico para evitar esforço extenuante. Ele foi morar com Sheilah Graham, que morava em Hollywood na Norte Hayworth Avenue, um bloco leste do apartamento de Fitzgerald na Norte Laurel Avenue. Fitzgerald teve dois lances de escadas para subir ao seu apartamento; Graham estava no piso térreo. Na noite do dia 20 de dezembro de 1940, uma sexta-feira, Fitzgerald e Sheilah Graham participaram da estreia de This Thing Called Love, estrelado por Rosalind Russell e Melvyn Douglas. Enquanto os dois estavam saindo do Teatro Pantages, Fitzgerald desmaiou e teve dificuldade de sair do local, chateado, disse a Graham: "Eles acham que eu estou bêbado, não é?"
No dia seguinte, como Fitzgerald havia comido uma barra de chocolate e fez anotações em seu recém-chegado Princeton Alumni Weekly, Graham o viu saltar da poltrona, perto da lareira, suspirar e cair no chão. Ela correu para o gerente do prédio, Harry Culver, fundador da Culver City. Ao entrar no apartamento para ajudar Fitzgerald, ele declarou: "Tenho medo que ele esteja morto." Fitzgerald tinha sofrido um ataque cardíaco aos 44 anos de idade. Seu corpo foi levado para o necrotério Pierce Brothers.
Encontra-se sepultado em Old Saint Mary's Catholic Church Cemetery, Rockville, Maryland no Estados Unidos.

## Influência e legado

### Influência literária
Como uma das principais vozes autorais da Era do Jazz, o estilo literário de Fitzgerald influenciou vários escritores contemporâneos e futuros. Já em 1922, o crítico John V. A. Weaver observou que a influência literária de Fitzgerald já era "tão grande que não pode ser estimada".
Semelhante a Edith Wharton e Henry James, o estilo de Fitzgerald costumava usar uma série de cenas desconexas para transmitir o desenvolvimento do enredo. Seu editor de longa data, Max Perkins, descreveu essa técnica específica como criando para o leitor a impressão de uma viagem ferroviária em que a vivacidade das cenas que passam brilham com vida. No estilo de Joseph Conrad, Fitzgerald frequentemente empregava o recurso de um narrador para unificar essas cenas passageiras e impregná-las de um significado mais profundo.
Gatsby continua sendo a obra literária mais influente de Fitzgerald como autor. A publicação de O Grande Gatsby levou o poeta T. S. Eliot a opinar que o romance foi a evolução mais significativa na ficção americana desde as obras de Henry James. Charles Jackson, autor de The Lost Weekend, escreveu que Gatsby foi o único romance perfeito na história da literatura americana. Os autores posteriores Budd Schulberg e Edward Newhouse foram profundamente afetados pela obra e John O'Hara reconheceu sua influência em seu trabalho. Richard Yates, um escritor frequentemente comparado a Fitzgerald, saudou O Grande Gatsby por mostrar o talento milagroso e a técnica literária triunfal de Fitzgerald. Um editorial do The New York Times resumiu a influência considerável de Fitzgerald sobre os escritores contemporâneos e os americanos em geral durante a Era do Jazz: "No sentido literário, ele inventou uma 'geração'... Ele pode tê-los interpretado, e até mesmo orientado, como na meia-idade eles viram uma liberdade diferente e mais nobre ameaçada de destruição."

### Adaptações e representações

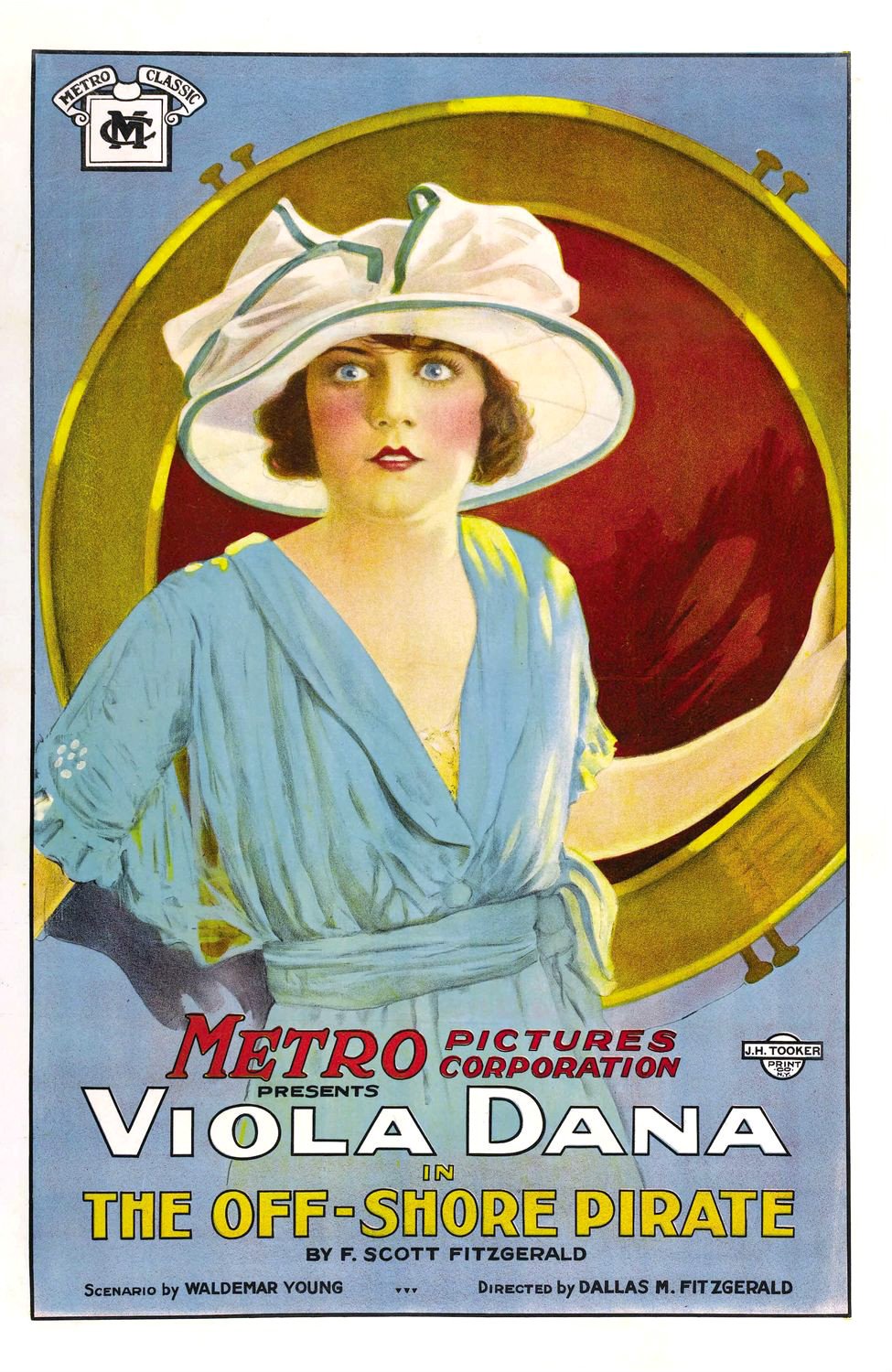
O filme mudo de 1921 The Off-Shore Pirate foi uma das primeiras adaptações cinematográficas das obras de Fitzgerald.

As histórias e romances de Fitzgerald foram adaptados para diversos formatos de mídia. Seus primeiros contos foram adaptados cinematograficamente para comédias melindrosas, como The Husband Hunter (1920), The Chorus Girl's Romance (1920) e The Off-Shore Pirate (1921). Outros contos de Fitzgerald foram adaptados para episódios de antologias de séries de televisão, bem como para o filme de 2008 O Curioso Caso de Benjamin Button. Quase todos os romances de Fitzgerald foram adaptados para a tela. Seu segundo romance, The Beautiful and Damned, foi filmado em 1922 e 2010. Seu terceiro romance, O Grande Gatsby, foi adaptado inúmeras vezes para o cinema e a televisão, principalmente em 1926, 1949, 1958, 1974, 2000 e 2013. Seu quarto romance, Tender Is the Night, foi transformado em um episódio de televisão da CBS em 1955, um filme homônimo de 1962 e uma minissérie de televisão da BBC em 1985. O Último Magnata foi adaptado para um filme de 1976 e uma minissérie da Amazon Prime TV de 2016.
Além das adaptações de suas obras, o próprio Fitzgerald foi retratado em dezenas de livros, peças de teatro e filmes. Ele inspirou o romance de Budd Schulberg, The Disenchanted (1950), mais tarde adaptado para uma peça da Broadway estrelada por Jason Robards. Outras produções teatrais da vida de Fitzgerald incluem o musical de Frank Wildhorn, Waiting for the Moon, de 2005, e um musical produzido pela japonesa Takarazuka Revue. Os relacionamentos de Fitzgerald com Sheilah Graham e Frances Kroll Ring serviram respectivamente de base para os filmes Beloved Infidel (1959) e Last Call (2002). Fitzgerald e sua esposa Zelda apareceram como personagens nos filmes Midnight in Paris (2011) e Genius (2016). Outras representações de Fitzgerald incluem os filmes de TV Zelda (1993), F. Scott Fitzgerald in Hollywood (1976), The Last of the Belles (1974) e a série de TV Z: The Beginning of Everything (2015).

## Trabalhos selecionados

### Romances
- 1920 – This Side of Paradise
- 1922 – The Beautiful and Damned
- 1922 – The Diamond as Big as the Ritz (novela)
- 1925 – The Great Gatsby
- 1934 – Tender Is the Night
- 1941 – The Last Tycoon (inacabado)

### Contos
- 1920 – "The Ice Palace"
- 1920 – "Bernice Bobs Her Hair"
- 1920 – "May Day"
- 1922 – "The Curious Case of Benjamin Button"
- 1922 – "Winter Dreams"
- 1924 – "Absolution"
- 1926 – "The Rich Boy"
- 1931 – "Babylon Revisited"

### Online
- Achenbach, Joel (20 de março de 2015), «Why 'The Great Gatsby' is the Great American Novel», Washington, D.C., The Washington Post, consultado em 17 de maio de 2020
- Adams, J. Donald (9 de novembro de 1941), «Scott Fitzgerald's Last Novel», New York City, The New York Times, p. 62, consultado em 21 de novembro de 2022, cópia arquivada em 19 de novembro de 2021
- Atkinson, Brooks (4 de dezembro de 1958), «Theatre: Study of 'The Disenchanted'; Writer on Downgrade Shown at Coronet», New York City, The New York Times, consultado em 1 de dezembro de 2021
- Berger, Joseph (27 de maio de 2011), «Decoding Woody Allen's 'Midnight in Paris'», New York City, The New York Times, consultado em 30 de abril de 2020, cópia arquivada em 11 de julho de 2020
- Bloom, Julie (9 de setembro de 2009), «Garrison Keillor Hospitalized for Minor Stroke», New York City, The New York Times, consultado em 24 de junho de 2021
- Buckton, Mark (14 de abril de 2013), «Takarazuka: Japan's Newest 'Traditional' Theater Turns 100», Tokyo, Japan, The Japan Times, consultado em 28 de junho de 2021
- Canby, Vincent (18 de novembro de 1976), «'Tycoon' Echoes 30's Hollywood», New York City, The New York Times, cópia arquivada em 19 de agosto de 2019
- Carter, Ash (13 de maio de 2013), «Gatsby's Girl», New York City, Town & Country, consultado em 25 de junho de 2020, cópia arquivada em 12 de abril de 2020
- Churchwell, Sarah (3 de maio de 2013), «What Makes The Great Gatsby Great?», London, The Guardian, consultado em 12 de dezembro de 2021
- Cieply, Michael (10 de maio de 2013), «'Great Gatsby' Is Poised for a Strong Opening, No Thanks to Critics», New York City, The New York Times, consultado em 18 de novembro de 2021
- Coppola, Francis Ford (16 de abril de 2013), «Gatsby and Me», New York City, Town & Country, consultado em 27 de junho de 2021
- Cowley, Malcolm (20 de agosto de 1951), «F. Scott Fitzgerald Thought This Book Would Be the Best American Novel of His Time», New York City, The New Republic, consultado em 27 de junho de 2021
- Diamond, Jason (26 de abril de 2016), «Tracing F. Scott Fitzgerald's Minnesota Roots», New York City, The New York Times, consultado em 28 de junho de 2021
- Donahue, Diedre (7 de maio de 2013), «'The Great Gatsby' By the Numbers», New York, USA Today, consultado em 24 de abril de 2020
- Edwards, Ivana (20 de setembro de 1992), «Scott Fitzgerald and L.I. of 'Gatsby' Era», New York City, The New York Times, p. LI13, consultado em 15 de setembro de 2021
- Fassler, Joe (2 de julho de 2013), «The Great Gatsby Line That Came From Fitzgerald's Life—and Inspired a Novel», Washington, D.C., The Atlantic, consultado em 27 de junho de 2021
- Flanagan, Thomas (21 de dezembro de 2000), «Fitzgerald's 'Radiant World'», New York City, The New York Review of Books, consultado em 12 de dezembro de 2021
- Fitzgerald, F. Scott (primavera de 1936), «The Crack-Up», New York City, Esquire, consultado em 28 de junho de 2021
- Gamble, Robert; Preston, Edmund (dezembro de 1968), National Register of Historic Places Inventory-Nomination: Summit Terrace / F. Scott Fitzgerald House (pdf) (Form 10–300), Minneapolis, Minnesota: United States Department of the Interior National Park Service, consultado em 15 de setembro de 2021
- Genzlinger, Neil (24 de maio de 2002), «The Downside of Paradise: Fitzgerald's Final Days», New York City, The New York Times, consultado em 27 de setembro de 2021
- Gillespie, Nick (2 de maio de 2013), «The Great Gatsby's Creative Destruction», Washington, D.C., Reason, consultado em 15 de julho de 2021
- Gopnik, Adam (22 de setembro de 2014), «As Big as the Ritz: The Mythology of the Fitzgeralds», New York City, The New Yorker, consultado em 1 de outubro de 2018, cópia arquivada em 30 de dezembro de 2018
- Gross, Terry; Corrigan, Maureen (8 de setembro de 2014), «How 'Gatsby' Went From A Moldering Flop To A Great American Novel», Washington, D.C.: National Public Radio, NPR.org, consultado em 27 de junho de 2021
- Hall, Mordaunt (22 de novembro de 1926), «Gold and Cocktails», New York City, The New York Times, consultado em 30 de abril de 2020
- Kelly, John (13 de setembro de 2014), «F. Scott Fitzgerald's long journey to a Rockville, Md., cemetery», Washington, D.C., The Washington Post, consultado em 27 de junho de 2021
- Krystal, Arthur (9 de novembro de 2009), «Slow Fade: F. Scott Fitzgerald in Hollywood», New York City, The New Yorker, consultado em 28 de junho de 2021
- Leader, Zachary (21 de setembro de 2000), «Daisy Packs Her Bags», London, London Review of Books, ISSN 0260-9592, 22 (18): 13–15, consultado em 12 de dezembro de 2021
- Mangum, Bryant (primavera de 2016), «An Affair of Youth: In Search of Flappers, Belles, and the First Grave of the Fitzgeralds», Richmond, Virginia: Virginia Commonwealth University, Broad Street Magazine, pp. 27–39, consultado em 28 de junho de 2021
- Markel, Howard (11 de abril de 2017), «F. Scott Fitzgerald's life was a study in destructive alcoholism», New York City, PBS NewsHour, consultado em 3 de maio de 2020
- McGrath, Charles (22 de abril de 2004), «Fitzgerald as Screenwriter: No Hollywood Ending», New York City, The New York Times, consultado em 7 de abril de 2020
- McInerney, Jay (18 de setembro de 2007), «Foreword for the interview with F. Scott Fitzgerald by Michel Mok», London, United Kingdom, The Guardian, ISSN 0261-3077 (em inglês), consultado em 26 de agosto de 2019
- «Metro's New Pictures», New York City, The New York Times, p. D2, 29 de agosto de 1920, consultado em 15 de setembro de 2021
- Mizener, Arthur (20 de setembro de 2020), «F. Scott Fitzgerald», Encyclopædia Britannica (em inglês), Chicago, Illinois, consultado em 22 de setembro de 2020
- Mizener, Arthur (24 de abril de 1960), «Gatsby, 35 Years Later», New York City, The New York Times, consultado em 21 de novembro de 2022, cópia arquivada em 19 de novembro de 2021
- Nash, Margo (29 de maio de 2005), «Jersey Footlights: The Dark Side of Paradise», New York City, The New York Times, consultado em 20 de novembro de 2021
- «Not Wholly 'Lost'», New York City, The New York Times, p. 10, 24 de dezembro de 1940, consultado em 19 de novembro de 2021
- Palmer, Kim (4 de outubro de 2018), «Exploring the architecture and history of St. Paul's Summit Hill», Minneapolis, Minnesota, Star Tribune, consultado em 28 de junho de 2021, cópia arquivada em 13 de outubro de 2018
- Quirk, William J. (1 de setembro de 2009), «Living on $500,000 a Year», Washington, D.C., The American Scholar, consultado em 28 de junho de 2021
- Rath, Arun; Gulli, Andrew (1 de agosto de 2015), «76 Years Later, Lost F. Scott Fitzgerald Story Sees The Light Of Day», Washington, D.C.: National Public Radio, NPR.org, consultado em 28 de junho de 2021
- Ryan, Maureen (26 de julho de 2017), «Review: 'The Last Tycoon' on Amazon», Los Angeles, California, Variety (em inglês), consultado em 27 de setembro de 2020
- Scott, A. O. (25 de dezembro de 2008), «It's the Age of a Child Who Grows From a Man», New York City, The New York Times, consultado em 28 de junho de 2021
- Scott, A. O. (9 de junho de 2016), «Review: 'Genius' Puts Max Perkins and Thomas Wolfe in a Literary Bromance», New York City, The New York Times, consultado em 30 de abril de 2020, cópia arquivada em 19 de maio de 2020
- «Scott Fitzgerald, Author, Dies at 44», New York City, The New York Times, p. 23, 23 de dezembro de 1940, consultado em 28 de junho de 2021
- Smith, Dinitia (8 de setembro de 2003), «Love Notes Drenched In Moonlight: Hints of Future Novels In Letters to Fitzgerald», New York City, The New York Times, consultado em 28 de junho de 2021
- Svrluga, Susan (22 de fevereiro de 2016), «Calls to change U. of Alabama building name to honor Harper Lee instead of KKK leader», Washington, D.C., The Washington Post, consultado em 1 de setembro de 2021
- Thorpe, Vanessa (4 de abril de 2020), «Fans pay tribute to F Scott Fitzgerald in worldwide Facebook gathering», London, United Kingdom, The Guardian, consultado em 11 de abril de 2020, cópia arquivada em 27 de abril de 2020
- Willett, Erika (1999), «F. Scott Fitzgerald and the American Dream», Arlington, Virginia, PBS Online, consultado em 28 de junho de 2021, cópia arquivada em 9 de outubro de 1999
- Wollaston, Sam (28 de janeiro de 2017), «Z: The Beginning of Everything review – Come on Zelda, Scott, where's the passion?», London, United Kingdom, The Guardian, ISSN 0261-3077 (em inglês), consultado em 30 de abril de 2020, cópia arquivada em 11 de abril de 2020
- Yates, Richard (19 de abril de 1981), «Some Very Good Masters», New York City, The New York Times Book Review, consultado em 28 de junho de 2021
- Young, Perry Deane (14 de janeiro de 1979), «This Side of Rockville», Washington, D.C., The Washington Post, consultado em 24 de outubro de 2020